# Puerto de Punta Quilla
Puerto de Punta Quilla est un port de mer et une localité argentine de la province de Santa Cruz. Elle se trouve dans le département de Corpen Aike.
La localité est située sur la rive sud du ria du río Santa Cruz, à 17 km en aval de la ville de Puerto Santa Cruz et à 4,5 km de l'embouchure de ce fleuve dans la mer argentine.
L'inauguration du port date de 1978, et depuis lors il est devenu un important port d'outre-mer. Il est aussi devenu une des principales attractions touristiques de la région, avec sa moderne plateforme de 158 mètres de long et de 30 mètres de large. Le port comporte un emplacement pour conteneurs ; sa profondeur est de 26 mètres.